# Tourist
A Tourist (oroszul: Турист) egy 2021-es orosz háborús film és akciófilm, amelyet Andrej Batov rendezett. Matthew Campbell szerint, aki a The Times-ban írt, ez egy "igen szemet gyönyörködtető propagandadarab", amely a filmet szponzoráló Jevgenyij Prigozsin által támogatott zsoldoscsapatot, a Wagner-csoportot mutatja be. Oroszországban 2021. május 19-én mutatták be. 2021-ben a filmet szangol nyelven szinkronizálva, teltházas stadionban mutatták be Banguiban, a Közép-afrikai Köztársaság fővárosában.
A történet egy csoport orosz oktató körül forog, akik Grisha Dmitrijev volt rendőrtiszttel a Közép-afrikai Köztársaságba látogatnak, és végül banditákkal kerülnek harcba. A filmet a bangui Barthélemy Boganda stadionban mutatták be. 2021 márciusában és áprilisában forgatták.

## Cselekmény
A film a Közép-afrikai Köztársaságban dolgozó orosz kiképzőkről szól, akik az ország katonáit képzik ki. Közelednek az elnök- és parlamenti választások, ami súlyosbítja a helyzetet az országban. François Bozizé volt elnök, akit kizártak a választásokról, úgy dönt, hogy illegálisan mozgósítja a hadsereget. Eközben a lázadók összefognak, hogy államcsínyt hajtsanak végre.

## Szereplők
- Aleksey Shevchenkov mint Aleksey
- Vladimir Petrov mint Grisha Dmitriyev
- Flaviya-Gertruda Mbayabe mint Katrin
- Yevgeni Terskikh mint Zhenya
- Alexandr Baranovsky mint Limon
- Sergey Vorobyov mint Yenisey
- Georgy Bolonev mint Korg
- Gleb Temnov mint Sedmoy